# Sonny Boy (Lied)
Sonny Boy ist der Titel eines Slowfox-Liedes, das die US-amerikanischen Komponisten Buddy DeSylva und Ray Henderson und der Liedtexter Lew Brown 1928 für den Tonfilm „The Singing Fool“ von Lloyd Bacon geschrieben hatten. Im Film und nachfolgend auch auf der Schellackplatte wurde es von dem Entertainer Al Jolson vorgetragen und populär gemacht, der ein Jahr zuvor mit „The Jazz Singer“ das Zeitalter des Tonfilms eingeleitet hatte.

## Hintergrund
Nach dem Erfolg des Tonfilms The Jazz Singer (1927) mit Al Jolson arbeitete man bei Warner Brothers an einem zweiten Film, The Singing Fool (1928, Regie Lloyd Bacon), für den u. a. I’m Sitting on Top of the World geschrieben wurde. Als sich DeSylva mit Ray Henderson und Lew Brown in Atlantic City aufhielt, wurde er überraschend von Al Jolson angerufen. Der Sänger brauchte binnen kürzester Zeit ein neues Lied von ihm; DeSylva fragte darauf, wie alt denn der Kinderdarsteller in dem neuen Film sei, antwortete Jolson: „er ist drei, und steht auf meinem Knie.“ DeSylva präsentierte ihm dann seine Songidee:
Climb upon my knee, sonny boy;
although you're only three, sonny boy.
Eigentlich verstanden Henderson, Deylva und Brown den Auftrag, den Song für den Sänger zu schreiben, als Witz; sie wussten, dass Al Jolson rührselige Balladen mochte, die er zu dramatisieren und mit einem rollenden R zu versehen wusste.
Das sentimentale Lied, ein tear jerker (Schnulze), entstand in einer einzigen Arbeitssitzung in einem Hotelzimmer in Atlantic City. So schrieben Henderson, Deylva und Brown den aus ihrer Sicht schlechtestmöglichen Song, bei dem sie aber sicher waren, dass er bei Jolson einschlagen würde. Nachdem dieser eingewilligt hatte, verbrachte das Songwriter-Team die ganze Nacht damit, Sonny Boy zu schreiben, um es dem Sänger am nächsten Morgen am Telefon vorzusingen. Jolson war einverstanden; seine Plattenaufnahme von Sonny Boy, aufgenommen am 20. August 1928 für Brunswick, wurde daraufhin der größte Hit seiner Karriere; der Song war 1928 insgesamt 19 Wochen auf Position 1 der US-Charts.
Die Noten erschienen im Musikverlag der Autoren bei DeSylva, Brown & Henderson Inc. Music Publishers in New York, für Deutschland im Berliner Musikverlag Alberti.

## Erste Aufnahme des Songs
Die Brunswick-Platte 4033 mit „Sonny Boy“, aufgenommen am 20. August 1928 in Los Angeles, war die erste mit einem film song, die über eine Million Mal in den USA verkauft wurde. Auf ihrer B-Seite ist der zweite Schlager aus dem Film, „There’s A Rainbow ‘Round My Shoulder“, geschrieben von Jolson, Billy Rose und Dave Dreyer, mit einem Pfeif-Solo von Jolson zu hören.

## Frühe Aufnahmen und spätere Coverversionen

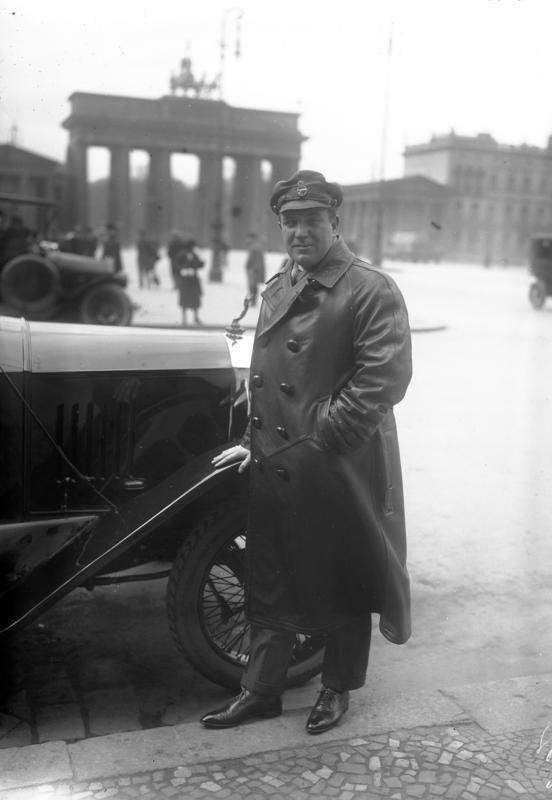
Richard Tauber vor dem Brandenburger Tor, 1932

In der Version von Henry Kiselik war der Song auch als Notenrolle für elektrische Klaviere erhältlich.
Zu den Musikern, die den Song ab 1928 auf Schallplatte aufnahmen, gehörten in den Vereinigten Staaten Ruth Etting (Columbia 1563), Jesse Crawford (Victor 21728), Gene Austin (Victor 21779), John McCormack/Nat Shilkret, Gracie Fields, Layton & Johnstone (Columbia 5198), Frank Fereras Hawaiian Trio mit Annette Hanshaw, Corrine deBert und das Orchester von Jan Garber.
Der Film kam 1929 unter dem Titel Der singende Narr auch nach Deutschland. Hier wurde das ‘Lied des Jungen’ “Sonny Boy” von prominenten Künstlern der Gesangsbühne wie Richard Tauber, Franz Völker (mit dem Paul Godwin Künstler-Orchester, Grammophon B42944), Hans Heinz Bollmann und Wilhelm Gombert, aber auch von Interpreten aus dem Reich der Kleinkunst wie dem Schauspieler und Kabarettisten Oskar Karlweis und dem Chansonnier Paul O’Montis nachgesungen. Den deutschen Text “Schlaf und träume süß, Sonny Boy” dichteten Robert Gilbert und Ernst Neubach. Auch als Tanzmusiknummer wurde es, oftmals jazzig arrangiert, von namhaften Kapellen wie Sam Baskini, Dajos Béla oder Marek Weber eingespielt.
In Österreich nahm der Refrainsänger Otto Neuman(n) den Titel bei Columbia auf. Europaweit machten Unterhaltungskünstler wie Karel Hašler in der Czechoslowakei, Cyril Ramon Newton in Großbritannien, Fred Gouin in Frankreich und der 'Revuekönig' Ernst Rolf in Schweden Aufnahmen von „Sonny Boy“.
Fred Gouin sang eine französische Version (Mon petit, Odeon 166.283, mit dem Orchestre André Cadou), Daniele Serra eine italienische; in finnischer Sprache interpretierte Matti Jurva das Lied.
Noch nach dem Zweiten Weltkrieg sang es der beliebte deutsche Tenor Rudolf Schock auf eine LP; auch der Bariton Heinz Maria Lins nahm es, begleitet vom Orchester Wilfried Krüger, noch 1964 auf Platte auf. Es ist mittlerweile zu einem evergreen geworden.
Ferner wurde Sonny Boy Ende der 1920er-Jahre von zahlreichen Jazzmusikern aufgenommen, so von Henry Kiselik, Irving Kaufman (Okeh), Rube Bloom (Pathe), Lee Sims (Brunswick), die Original Wolverines (Vocalion) in Berlin von Lud Gluskin, Stefan Weintraub, Bernard Etté und Sam Baskini, in Paris das Orchestre David Bee and His Red Beans und Grégor et ses Grégoriens (u. a. mit Alix Combelle, Michel Warlop, Stéphane Grappelli). Der Diskograf Tom Lord listet im Bereich des Jazz insgesamt 137 (Stand 2015) Coverversionen, u. a. von Thore Ehrling, Svend Asmussen, Slim Gaillard, Leo Watson/Vic Dickenson, Mel Tormé, Oscar Pettiford, Jack Dieval, Albert Mangelsdorff, Cal Tjader, Jimmy Forrest, Rob Pronk, Toots Thielemans, Henri Crolla, Howard McGhee, Chet Baker, Sonny Rollins, Ted Heath, Ike Quebec, Red Garland und Sonny Stitt. 1949 sang Al Jolson erneut Sonny Boy als Gesangsdouble für Larry Parks in dem Film Jolson Sings Again.
Die Episode, wie die drei Musiker das Lied komponieren und dessen spätere Vorführung in einem Kino sind Bestandteil der Verfilmung der Zusammenarbeit von Henderson, DeSylva und Brown in dem 1956 gedrehten Musical Fanfaren der Freude (The Best Things in Life Are Free).

## Liedtext
1. Englische lyrics von Lew Brown © bei Warner/Chappell Music, Inc., Universal Music Publishing Group[21]
2. deutscher Text von Gilbert & Neubach:[22]

- Vorstrophe

"Schlaf und träume süß, Sonnyboy,
deine Augen schließ, Sonnyboy,
deine Liebe hält mich
um dich dreht die Welt sich,
alles Glück ist dein, Sonnyboy.
- Kehrreim

Strahlende Sterne
leuchten in der Ferne,
leuchten für dich, Sonnyboy.
Glocken erklingen,
tausend Vöglein singen,
singen für dich, Sonnyboy;
aber nur ein Herz
schlägt immer für dich
und das ist mein Herz.
Wer liebt dich so wie ich?
Oh glaub mir,
mehr als ein Leben
möcht ich für dich geben;
gäb ich für dich, Sonnyboy.
Der Text von Gilbert und Neubach wurde, mit Genehmigung des Musikverlages Alberti, auch auf Liedpostkarten verbreitet. Es existiert auch eine Textvariante, deren Refrain mit der Zeile “Kannst du mir gut sein” beginnt

## Rezeption
Der Schriftsteller Arno Schmidt zitierte in einer Erzählung den Text von “Sonny Boy”.
Der Schriftsteller Walter Kempowski schrieb 1983 von sich: „Ich bin der Sonny Boy der deutschen Gegenwartsliteratur.“
Der Lyriker, Essayist, Biograph, Herausgeber und Übersetzer Hans Magnus Enzensberger zitiert den Refrain 2012 in seinem Buch Meine Lieblings-Flops.